# اللامساواة الجندرية في سيريلانكا

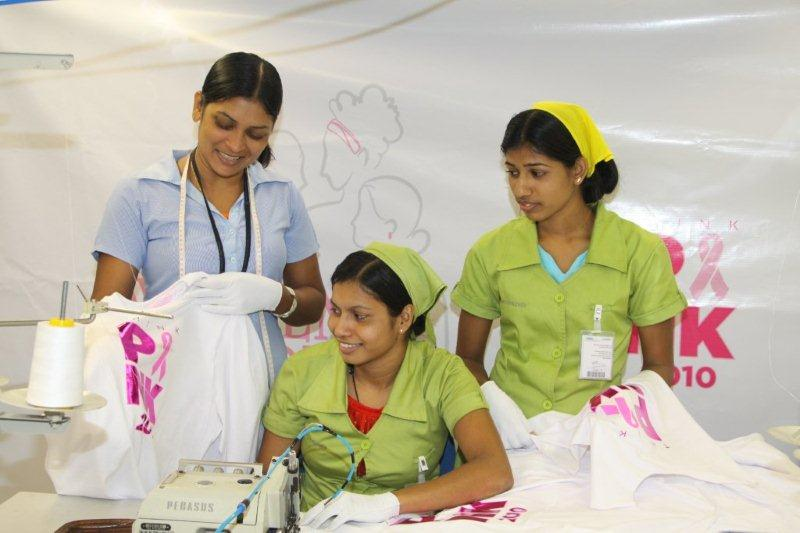

يتمحور مفهوم اللامساواة الجندرية في سريلانكا حول أوجه اللامساواة بين الرجال والنساء في سريلانكا. تؤثر أوجه اللامساواة هذه على عدة جوانب من حياة المرأة بالتحديد، بدءًا بالإجهاض الانتقائي بسبب الجنس والتفضيلات الذكورية، والتعليم والالتحاق بالمدارس، وفرص العمل، وحقوق الملكية، وانتهاءً بفرص الحصول على الخدمات الصحية والمشاركة السياسية. تحتل سيريلانكا مرتبةً جيدةً في العديد من مؤشرات المساواة الجندرية مقارنةً بالدول الأخرى في المنطقة ذاتها، بغض النظر عن وجود بعض المصادر التي تشكك في صحة هذه المؤشرات. وفي المقابل، تحتل سيريلانكا مرتبةً أقل نسبيًا في مؤشرات المساواة الجندرية العالمية. يترتب على النمط التاريخي الاجتماعي المقوّض للإناث سلسلةً تجد فيها المرأة نفسها ذات قيمة دونية، ولا تحظى الإناث فيها سوى بفرص ثانوية فيما يتعلق بالوصول إلى خدمات الرعاية الصحية والتعليم، وبالتالي تصبح فرصهن في الحصول على وظائف أو تدريبات عالية المستوى أقل، الأمر الذي من شأنه أن يفاقم مشكلة المشاركة السياسية المتدنية والحقوق الاجتماعية المحدودة. أشارت الدكتورة إلين إنارسون إلى هذه السلسلة ودرستها باعتبارها مختصةً بعلم اجتماع الكوارث وباحثةً في العلاقة بين الكوارث ودور المرأة.

## اللامساواة الاقتصادية

### المشاركة في القوى العاملة والأجور
لم تمتلك المرأة في سيريلانكا تاريخيًا سوى القليل من الفرص للحصول على عمل جيد، فضلًا عن تقاضيها أجرًا أقل بكثير، وتعرضها للكثير من المضايقات، ومواجهتها للعديد من القيود مقارنةً بالرجل الذي يعمل في نفس المهنة. يتسم سوق العمل في سيريلانكا بالانقسام الهائل، فهو لا يوفر سوى فرص عمل ضئيلة للنساء. تُعتبر نسبة القوى العاملة النسائية في الصناعات التي تنطوي على أجور متدنية وأعمال شاقة في سيريلانكا نسبةً هائلةً، ويُعزى السبب في ذلك إلى السياسات الأبوية المتأصلة في تاريخ المنطقة. تواجه النساء اللاتي يعملن في مثل هذه الوظائف تحديدًا الكثير من الممارسات التمييزية في العمل فضلًا عن غياب الأجور المناسبة، وذلك بذريعة المنافسة الدولية وخلق فرص عمل إضافية. ومن ناحية أخرى، أسفرت زيادة مشاركة المرأة في الحياة السياسية عن تحسن في ظروف هذه العاملات خلال السنوات الماضية، ولا سيما في بعض الصناعات كتجهيز الصادرات مثلًا.

### إمكانية الحصول على الائتمان المصرفي
تشكل القيود المؤسسية كإمكانية الحصول على الائتمان المصرفي وحيازة الملكيات مثلًا عقبةً كبيرةً في سبيل تحقيق المساواة الجندرية. ترى منظمة العمل الدولية مسألة إمكانية الحصول على الائتمان المصرفي بوصفها إحدى أكبر العقبات –إن لم تكن أكبرها- التي تواجه النساء اللاتي يحاولن البدء في مشاريعهن متناهية الصغر أو إدارتها. بدأت المنظمات في توفير طرق بديلة للنساء الراغبات في الحصول على الائتمان المصرفي منذ منتصف سبعينيات القرن الماضي، بما في ذلك برامج المنظمات غير الحكومية الاجتماعية والوسيطة، والبنوك الإنمائية المعنية بالتخفيف من حدة الفقر، واتحادات وتعاونيات الادخار والائتمان. بيّنت إحدى الدراسات التي أُجريت في سيريلانكا أن تمكّن المرأة من الحصول على الائتمان المصرفي يعزز من قدراتها، إذ يتيح الائتمان المصرفي للنساء فرصًا لاكتساب المزيد من النفوذ في حال المساومة مع أحد أفراد أسرتها الذكور.

### اللامساواة المهنية
تُحرم الإناث في الكثير من الحالات من حقها في الوصول إلى فرص العمل على قدم المساواة مع الرجل، فضلًا عن سلبهن الحق في تقاضي أجور جيدة أو تبوأ مناصب عالية في العمل. أجرت دائرة التعداد والإحصاء دراسةً استقصائيةً للقوى العاملة، تبيّن فيها وصول معدل بطالة النساء في سيريلانكا إلى 13% في عام 2012، وهو معدل أعلى بست مرات من معدل بطالة الذكور.
تتطلب هذه الوظائف التي تركز على التصدير جهدًا بشريًا كبيرًا وتنطوي على العديد من أوجه اللامساواة التي ينبغي على النساء تحمّلها، لذا قد يبدو بأنها تضر مكانة المرأة ووضعها المعيشي. في الواقع، تُعتبر هذه الوظائف أفضل خيار متاح لهذه النساء، بالإضافة إلى كونها بديلًا جيدًا للاستمرار في العمل المنزلي غير المأجور. كتبت نايلا كابير في مجلة الاقتصاديات النسوية أن مسألة العمل الجماعي للدول أو تقاعسهم بشأن اتخاذ موقف متعلق بالمساواة في حقوق العمل –ولاسيما حقوق المرأة- هي إحدى المسائل المعقدة أكثر مما يُعتقد. في واقع الأمر، ترى كابير في هذه الوظائف فرصةً لتمكين بعض النساء وحصولهن على المزيد من الاستقلالية، بدلًا من أن تعتبرها وسيلةً لتقييد حقوقهن وحسب. وعلى أي حال، تشير بعض الدراسات الأخرى إلى أنّ التحاق النساء بمثل هذه الوظائف التي تلقي بأعبائها الثقيلة عليهن والتي لا تنطوي سوى على الأجور المنخفضة هو نتيجة للضرورة الاقتصادية، فهي لا تساهم في تحقيق استقلاليتهن المجتمعية تحت ظل المجتمع الأبوي. يزعم البعض أن النساء لا يفضّلن خيارات العمل الأخرى كالعمل المنزلي مثلًا على الوظائف ذات الأجر المنخفض، لأنها لا تسمح لهن بالاعتراض على ظروف العمل والأجور السيئة دون أن يعرضوا بقاءهن في الوظيفة للخطر.
قد تصبح صناعة ما أكثر قدرةً على المنافسة، لكن تستمر الأجور وظروف العمل بالانحدار في سباق نحو الأسفل، ويُعزى الأمر جزئيًا إلى عولمة الصناعات التصديرية، إذ تبحث الصناعات عن قوى عاملة أرخص وأكثر خضوعًا بهدف تحقيق أكبر قدر من الأرباح.

## اللامساواة التعليمية

### الالتحاق بالمدارس
تُعتبر مسألة تعليم الإناث والتحاقهن بالمدارس إحدى المسائل الفرعية المرتبطة بقضية اللامساواة الجندرية، وذلك نظرًا لاستمرار مشكلة معدلات محو الأمية ومعدلات الاستبقاء لدى الإناث في سيريلانكا، حتى وإن بدت هذه المعدلات أعلى نسبيًا مقارنةً بالدول المجاورة الأخرى. بيّن مؤشر الأمم المتحدة للامساواة الجندرية وجود زيادة في احتمالية حصول الإناث على تعليم ثانوي في عام 2013، إذ أشارت الإفادات إلى حصول 75.5% من الإناث و72.5% من الذكور على التعليم الثانوي. يُعزى السبب الأكثر ترجيحًا إلى التفاوت الكبير في إحصائيات الإناث إلى الذكور فيما يتعلق بالمشاركة سوق العمل، إذ يشارك 76.4% من الرجال و35% من النساء في القوى العاملة في سيريلانكا بحسب تقرير التنمية البشرية التابع للأمم المتحدة في عام 2013.

### محو الأمية
يُعتبر التعليم أحد محاور التركيز الهامة في سيريلانكا، إذ يتمسك الدستور في البلاد بالتعليم بوصفه حقًا أساسيًا لجميع الناس. طُوّر النظام التعليمي في سيريلانكا بعد أن أصبحت البلاد جزءًا من الإمبراطورية البريطانية في القرن التاسع عشر، إذ تتشارك الحكومة المركزية ومجالس المحافظات مسؤولية توفير التعليم المجاني للسكان منذ ذلك الحين. تصل معدلات محو الأمية إلى 91.2% - 92.6% بالنسبة للذكور و90% بالنسبة للإناث. تُصنّف سيريلانكا بوصفها واحدةً من أكثر الدول التي ينتشر فيها محو الأمية في جنوب آسيا، إذ تمتلك أعلى معدل محو أمية في تلك المنطقة. تشير الإحصائيات إلى وجود نحو 9,830 مدرسة حكومية مجانية التعليم لأكثر من 4 ملايين طالب.